# Ottaway
Ottaway is een historisch merk van motorfietsen.
De Amerikaan Herb Ottaway bouwde in 1960 de Super 600 HJO. Dit was een zescilinder die was samengesteld uit twee viercilinder Indian-motoren uit 1940. Ottaway gebruikte 2½ cilinder van het ene blok en 3½ cilinder van het andere.